# فهرست شوگون‌های آشیکاگا
فهرست شوگون‌های شوگون‌سالاری آشیکاگا یا فهرست شوگون‌های شوگون‌سالاری موروماچی

## فهرست
| ترتیب       | نام                                 | تصویر | دوره زندگی | تصدی      | مدت شوگونی      | وقایع |
| ----------- | ----------------------------------- | ----- | ---------- | --------- | --------------- | --- |
| ۱           | آشیکاگا تاکائوجی                    |       | ۱۳۰۵–۱۳۵۸  | ۱۳۳۸–۱۳۵۸ | ۱۹ سال و ۸ ماه  | آشیکاگا تاکائوجی به عنوان سی تایشوگون منصوب شد. ۱۳۵۱ واکو (دزد دریایی) (دزدان دریایی ژاپنی فعال در کره و سواحل سرزمین اصلی چین) به سواحل گوریو حمله کردند. |
| ۲           | آشیکاگا یوشی‌آکیرا                   |       | ۱۳۳۰–۱۳۶۸  | ۱۳۵۸–۱۳۶۷ | ۹ سال           | سال ۱۳۶۷ گوریو از ژاپن می‌خواهد دزدان دریایی ژاپنی را ممنوع کند. |
| ۳           | آشیکاگا یوشی‌میتسو                   |       | ۱۳۵۸–۱۴۰۸  | ۱۳۶۷–۱۳۹۵ | ۲۶ سال          | سال ۱۳۶۹ امپراتور هونگ‌وو از دودمان مینگ در چین از ژاپن درخواست کرد تا واکو (دزد دریایی) را سرکوب کند. ۱۳۹۲ دربارهای شمالی و جنوبی متحد شدند. |
| ۴           | آشیکاگا یوشی‌موچی                    |       | ۱۳۸۶–۱۴۲۸  | ۱۳۹۵–۱۴۲۳ | ۲۸ سال و ۴ ماه  | در سپتامبر، فرستاده دودمان مینگ نامه ای خطاب به "پادشاه ژنرال ژاپن" فرستاد. ۱۴۰۴ تجارت متقابل ژاپن و دودمان مینگ آغاز شد. |
| ۵           | آشیکاگا یوشی‌کازو                    |       | ۱۴۰۷–۱۴۲۵  | ۱۴۲۳–۱۴۲۵ | یک سال و ۱۱ ماه | از کودکی بیمار بود و به به دلیل حضور پدرش آشیکاگا یوشی‌موچی بازنشسته و کانری (معاون شوگون) با نفوذ، عملاً هیچ قدرت واقعی نداشت. در سن ۱۷ سالگی درگذشت. |
| ۶           | آشیکاگا یوشی‌نوری                    |       | ۱۳۹۴–۱۴۴۱  | ۱۴۲۸–۱۴۴۱ | ۱۲ سال و ۳ ماه  | ۱۴۲۹ شاه شو هاشی پادشاهی ریوکیو را تأسیس می‌کند. ۱۴۲۹ شورش ولایت هاریما آغاز می‌شود. ۱۴۳۸ شورش ایکیو آغاز می‌شود. ۱۴۴۱ آشیکاگا یوشی‌نوری در جریان شورش کاکیتسو ترور شد. |
| ۷           | آشیکاگا یوشی‌کاتسو                   |       | ۱۴۳۳–۱۴۴۳  | ۱۴۴۲–۱۴۴۳ | ۸ ماه           | آشیکاگا یوشی‌کاتسو در سن ۹ سالگی درگذشت. او که به اسب سواری علاقه داشت، در سقوط از اسب به‌طور مرگباری مجروح شد. |
| ۸           | آشیکاگا یوشی‌ماسا                    |       | ۱۴۳۵–۱۴۹۰  | ۱۴۴۹–۱۴۷۴ | ۲۴ سال و ۸ ماه  | ۱۴۵۲ هوسوکاوا کاتسوموتو سمت کانری را بر عهده گرفت. ۱۴۶۷ جنگ اونین آغاز می‌شود. |
| ۹           | آشیکاگا یوشی‌هیسا                    |       | ۱۴۶۵–۱۴۸۹  | ۱۴۷۴–۱۴۸۹ | ۱۵ سال و ۴ ماه  | ۱۴۷۷ جنگ اونین به پایان می‌رسد. شورش توکوسی در کیوتو آغاز می‌شود. ۱۴۸۵ شورش ولایت یاماشیرو آغاز می‌شود (تا سال ۱۴۹۳). |
| ۱۰          | آشیکاگا یوشی‌تانه                    |       | ۱۴۶۵–۱۵۲۲  | ۱۴۹۰–۱۴۹۳ | ۳ سال           | در سال ۱۴۹۳ کودتای میئو در کیوتو رخ داد و در نتیجه آشیکاگا یوشی‌تانه از سمت شوگون برکنار و به زندان انداخته شد. او از جایی که در آن زندانی شده بود می‌گریزد. |
| ۱۱          | آشیکاگا یوشی‌زومی                    |       | ۱۴۷۸–۱۵۱۳  | ۱۴۹۳–۱۵۰۸ | ۱۳ سال و ۴ ماه  | ۱۴۸۸ کاگا ایکی شروع می‌شود (تا سال ۱۵۸۰). ۱۴۸۹ آشیکاگا یوشیماسا، در شهر کیوتو معبد گینکاکو-جی را می‌سازد. ۱۴۹۵ هوجو سوئون قلعه اوداوارا (شهر اوداوارا، استان کاناگاوا) را تصرف می‌کند. در سال ۱۵۰۷، هوسوکاوا ماساموتو که درگیر اختلافات جانشینی شوگون بود، ترور شد. |
| ۱۰ (دوباره) | آشیکاگا یوشی‌تانه / آشیکاگا یوشیتادا |       | ۱۴۶۵–۱۵۲۲  | ۱۵۰۸–۱۵۲۱ | ۱۳ سال و ۶ ماه  | آشیکاگا یوشی‌تانه در سال ۱۵۰۸ وارد کیوتو شد و با ارتش اوئوچی یوشیئوکی پایتخت را هدف گرفت. ارتش شوگون یازدهم آشیکاگا یوشی‌زومی که قدرتش رو به تضعیف بود، از کیوتو به ولایت اومی (استان شیگا کنونی) گریخت. با ادامه این حرکت، آشیکاگا یوشی‌تانه کیوتو را اشغال کرد و دوباره به عنوان شوگون منصوب شد. |
| ۱۲          | آشیکاگا یوشی‌هارو                    |       | ۱۵۱۰–۱۵۵۰  | ۱۵۲۱–۱۵۴۵ | ۲۵ سال          | ۱۵۴۲ سایتو دوسان خاندان توکی را اخراج می‌کند و ولایت مینو (در جنوب استان گیفو کنونی) را تصرف می‌کند. ۱۵۴۳ پرتغالی‌ها در تانه‌گاشیما به ساحل ژاپن وارد شدند و اسلحه به ژاپن وارد شد. |
| ۱۳          | آشیکاگا یوشی‌ترو                     |       | ۱۵۳۵–۱۵۶۵  | ۱۵۴۵–۱۵۶۵ | ۱۸ سال و ۵ ماه  | ۱۵۴۹ فرانسیس خاویر در کاگوشیما فرود آمد و مسیحیت به ژاپن معرفی شد. ماتسودایرا تاکه‌چیو (بعدها توکوگاوا ایه‌یاسو) توسط خاندان ایماگاوا گروگان گرفته شد. ۱۵۵۳ نبردهای کاواناکاجیما بین اوئه‌سوگی کنشین و تاکدا شینگن درگرفت. تا سال ۱۵۶۴ در مجموع پنج بار نبرد انجام شد. ۱۵۵۵ در نبرد ایتسوکوشیما، موری موتوناری، سوئه هاروکاتا را شکست می‌دهد. ۱۵۶۰ اودا نوبوناگا ایماگاوا یوشیموتو را در نبرد اوکه‌هازاما شکست داد. |
| ۱۴          | آشیکاگا یوشی‌هیده                    |       | ۱۵۳۸–۱۵۶۸  | ۱۵۶۴–۱۵۶۸ | ۸ ماه           | ۱۵۶۸ اودا نوبوناگا برای پشتیبانی از آشیکاگا یوشی‌آکی به کیوتو می‌رود. |
| ۱۵          | آشیکاگا یوشی‌آکی                     |       | ۱۵۳۷–۱۵۹۷  | ۱۵۶۸–۱۵۸۸ | ۱۹ سال و ۳ ماه  | ۱۵۷۳ اودا نوبوناگا پانزدهمین شوگون، آشیکاگا یوشی‌آکی را به ولایت کاواچی (استان اوساکا شرقی کنونی) تبعید کرد که منجر به فروپاشی شوگون‌سالاری موروماچی شد. |